# Байерли, Джозеф
Джо́зеф Ви́льямович Ба́йерли (англ. Joseph Beyrle; 25 августа 1923, Маскигон, Мичиган, США — 12 декабря 2004, Токкоа, Джорджия, США) — американский военнослужащий, считается одним из участников Второй мировой войны, воевавшим против немцев и в американской, и в советской армиях. Отец бывшего (в 2008—2012) посла США в России Джона Байерли.

## Биография
Джозеф Байерли родился в городке Маскигон (штат Мичиган), где в 1942 году окончил школу. Он мог бы получить стипендию на учёбу в Университете Нотр-Дам, но вместо этого записался добровольцем в армию. Согласно записи в карточке военнопленного, которая будет позже заведена на него немецкими властями, он работал мясником.

### Служба в армии США. 101-я дивизия
Байерли был направлен в 506-й парашютно-пехотный полк 101-й десантной дивизии «Кричащие орлы», в подразделение, специализирующееся на радиосвязи и подрывных работах. В то время дивизия располагалась в английском городе Рамсбери и готовилась к открытию Второго фронта. После девятимесячной подготовки, в мае и апреле 1944 года Байерли участвовал в двух боевых операциях по доставке золота Движению сопротивления во Франции.

### День «Д». Диверсионные работы. Плен
6 июня 1944 года, в день открытия Второго фронта, самолёт С-47, в котором находился Байерли, попал под обстрел над побережьем Нормандии. Выпрыгнув из самолёта над Ком-дю-Монт, сержант Байерли потерял связь с другими парашютистами, но все же смог взорвать электрическую подстанцию. Он взорвал ещё несколько объектов до того, как спустя несколько дней попал в плен к немцам.
В течение последующих семи месяцев Байерли содержался в семи различных германских тюрьмах. Он дважды бежал, но оба раза был пойман. Байерли и его товарищи по тюрьме надеялись добраться до расположения Советской армии, которая находилась неподалёку. После неудачного второго побега (оказавшись в Польше, он и другие бежавшие военнопленные по ошибке сели в поезд, следующий в Берлин) он попал в гестапо, но вскоре его передали немецким военным, так как гестапо не имело права содержать военнопленных.

### Побег и служба в РККА
Байерли оказался в концентрационном лагере для военнопленных в Альт-Древице, предместье немецкого (на то время) городка Костшин-над-Одрой. В начале января 1945 года он ещё раз бежал, на этот раз успешно, идя в направлении звуков канонады Первого Белорусского фронта. Через пару недель он смог дойти до линии фронта и, после пересечения её, найти советскую танковую бригаду. Выходя навстречу русским с поднятыми руками и пачкой сигарет Lucky Strike в одной из них, он повторял с акцентом: «Я — американский товарищ! Я — американский товарищ!» Байерли уговорил командование танкового батальона (возможно, это была А. Г. Самусенко) разрешить ему остаться и воевать вместе с ними. Так началась его служба в советском танковом батальоне, которая продлилась месяц. Пригодились его навыки подрывника и пулемётчика — в батальоне был американский танк «Шерман»
Батальон, в котором воевал Байерли, в конце января освободил тот самый концлагерь, из которого он сбежал. В начале февраля он получил тяжёлое ранение (попал под бомбёжку пикирующих бомбардировщиков Ju.87) и был отправлен в советский госпиталь в Ладсберге (сейчас это польский город Гожув-Велькопольски). В госпиталь приехал маршал Георгий Жуков и, узнав об американском десантнике, захотел с ним познакомиться. Байерли попросил маршала помочь ему вернуться домой. По приказу Жукова Байерли дали официальное письмо, которое он предъявлял при проверке документов по пути в Москву, так как все его документы остались у немцев. В феврале 1945 года он добрался до американского посольства в Москве.

### Возвращение домой
В посольстве Байерли узнал, что Военный департамент США объявил его погибшим ещё 10 июня 1944 года. В церкви его родного города Маскигона отслужили панихиду, а в местной газете был опубликован некролог. До того, как по отпечаткам пальцев подтвердили его личность, Байерли содержался под охраной морских пехотинцев в гостинице «Метрополь».
Байерли вернулся в Мичиган 21 апреля 1945 года, а через две недели праздновал победу в Чикаго. На следующий год он женился на Джоанне Хэловел. По иронии судьбы, венчание проходило в той самой церкви и тем самым священником, который служил по нему заупокойную службу двумя годами ранее. После войны Байерли поступил на службу в компанию «Брансуик Корпорейшн», где проработал 28 лет и откуда ушёл на пенсию в должности начальника отдела доставки.
В 1994 году за уникальную службу во время войны Байерли был награждён памятными медалями на церемонии к 50-летию открытия Второго фронта. Мероприятие проходило в Белом доме в Вашингтоне. Награды вручали президент США Билл Клинтон и президент России Борис Ельцин.
В 2004 году, во время приезда в Россию, Джозеф Байерли получил из рук Михаила Калашникова именной автомат.

### Уход из жизни
Джозеф Байерли скончался от приступа сердечной недостаточности 12 декабря 2004 года в городе Токкоа (штат Джорджия, США). В апреле 2005 года он был похоронен с почестями на Арлингтонском военном кладбище.

## Семья
У Джозефа Байерли остались трое детей, семь внуков и один правнук. Его сын Джон Байерли с 2008 по 2012 год являлся послом США в России.

## Память о Д. Байерли
- В сентябре 2002 года в издательстве Random House вышла книга Томаса Тэйлора о Джозефе Байерли «Simple Sounds of Freedom» (рус. Простые звуки свободы). В тонком переплёте книга вышла под названием «Behind Hitler’s Lines» (В тылу у Гитлера) в июне 2004 года.
- В августе 2005 года на стене церкви в Ком-дю-Монт во Франции, где Байерли приземлился на парашюте 6 июня 1944 года, была открыта мемориальная доска.
- В 2005 году в Америке вышел документальный фильм на русском языке «Американский солдат Советской Армии» (автор сценария и режиссёр — Нина Вишнева). В 2007 году Нина Вишнева сделала версию на английском языке — «Joseph and His Brothers in Arms». Английский вариант фильма получил первый приз на фестивале документального кино в Гранаде (Испания) в категории «Лучшая операторская работа»; специальную грамоту фестиваля короткометражных фильмов в Сан-Франциско (США), а также первый приз на фестивале документального кино в Барселоне в категории «Лучшая реализация замысла».
- В 2010 году на Поклонной горе в Москве, в Русском музее Санкт-Петербурга[3] и в Псковском кремле прошли выставки, представлявшие документы о пребывании Байерли в немецком концентрационном лагере для военнопленных.

## Награды
- Медаль «Бронзовая звезда» за храбрость (1953),
- Медаль «Пурпурное сердце» с четырьмя дубовыми ветвями,
- Медаль военнопленного,
- Медаль «За Американскую кампанию»,
- Медаль «За Европейско-африканско-средневосточную кампанию» с двумя звёздами и стрелой,
- Медаль «За безупречную службу»,
- Значок боевого пехотинца,
- Значок парашютиста с одной звездой боевого прыжка (США)
- Медаль Победы во Второй мировой войне,
- Военный крест с пальмовой ветвью (Франция),
- Медаль освобождённой Франции (Франция),
- Памятная медаль 50-летия высадки в Нормандии (Франция),

### Советские и российские
- Медаль «За отвагу»
- Юбилейная медаль «50 лет Победы в Великой Отечественной войне 1941—1945 гг.» (Россия)

Также Байерли владел несколькими советскими наградами, полученными неофициально в качестве подарков от советских солдат и офицеров, в том числе орденом Красного Знамени, Красной Звезды, Медалями «За освобождение Варшавы», «За победу над Германией в Великой Отечественной войне 1941—1945 гг.», Жукова.